# Atelopus carrikeri

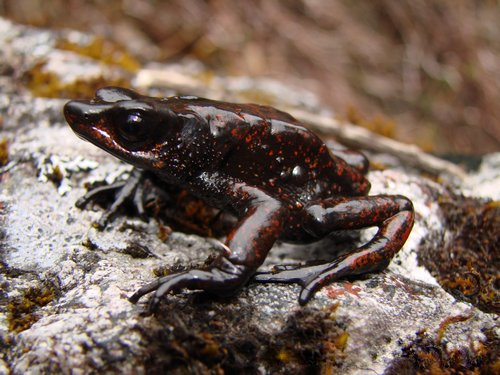
Atelopus carrikeri

Atelopus carrikeri és una espècie d'amfibi pertanyent a la família dels bufònids, de la qual no es tenia constància des del 1994 i que fou redescoberta a principis del febrer del 2008.

## Descripció
És diürna (igual que altres espècies d'Atelopus), amb el cos robust i les extremitats relativament curtes. Cap igual d'ample com de llarg. Espai interorbitari igual a l'amplada de la parpella superior. Musell sobresortint. Llengua el·líptica. L'abast de les berrugues és variable (poden formar petites àrees entre l'ull i l'extremitat més propera o es poden estendre fins als flancs i la zona del fèmur). Berrugues espinoses als flancs. Timpà no visible. Dits dels peus palmats i els de les mans no palmats. Dits amb els extrems arrodonits. La majoria dels exemplars observats presenten una coloració uniformement negra o negra amb un ventre lleugerament més clar, tot i així se n'ha documentat una població de color vermell. Els capgrossos són inusualment llargs en relació amb altres espècies d'Atelopus (aproximadament, el doble de longitud).

## Reproducció
Diposita els ous en cadenes als rierols i els capgrossos també s'hi desenvolupen.

## Hàbitat i distribució geogràfica
Viu als boscos andins i subandins, les parts inferiors de les zones nevades i els erms situats entre 2.350 i 4.800 m d'altitud de la Sierra Nevada de Santa Marta al departament del Magdalena (Colòmbia). Aquesta espècie es troba associada a les ribes dels petits rierols d'aigües fredes de les terres altes (alguns d'ells provinents del mateix estatge nival).

## Principals amenaces
Tot i que es pot adaptar a una certa modificació del seu hàbitat, les seues principals amenaces són el canvi climàtic, les pràctiques agrícoles (incloent-hi la fumigació dels conreus) i ramaderes, i, sobretot, la quitridiomicosi.

## Observacions
Pertany al grup ignescens d'Atelopus.